# Diagonal
Pour la salle de cinéma française, voir Le Diagonal.
Diagonal est une ville du comté de Ringgold, en Iowa, aux États-Unis. Elle est incorporée le 6 mars 1896.

## Source de la traduction
- (en) Cet article est partiellement ou en totalité issu de l’article de Wikipédia en anglais intitulé « Diagonal, Iowa » (voir la liste des auteurs).